# Anthophora holoxantha
Anthophora holoxantha är en biart som beskrevs av Pérez 1895. Anthophora holoxantha ingår i släktet pälsbin, och familjen långtungebin. Inga underarter finns listade i Catalogue of Life.